# Debra Winger

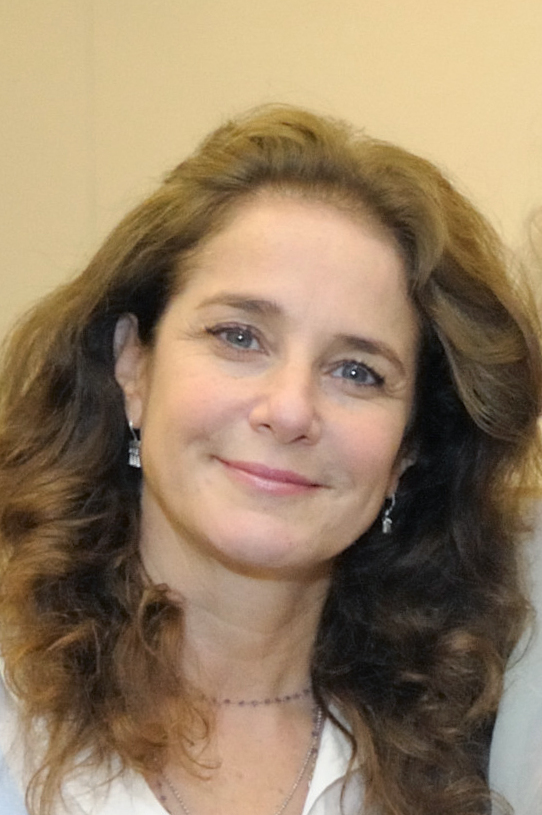
Debra Winger (2011)

Debra Lynn Winger (* 16. Mai 1955 in Cleveland Heights, Ohio) ist eine US-amerikanische Schauspielerin. Bekannt wurde sie durch ihre Rollen in den Filmen Ein Offizier und Gentleman, Zeit der Zärtlichkeit und Shadowlands, die ihr jeweils eine Nominierung für den Oscar als beste Hauptdarstellerin einbrachten.

## Leben
Debra Winger wurde am 16. Mai 1955 als jüngstes von drei Kindern eines Fleischwarenhändlers und einer Büroleiterin in Cleveland Heights geboren. Sie wuchs in einem orthodoxen jüdischen Elternhaus auf. Als Winger 6 Jahre alt war, zog die Familie ins kalifornische San Fernando Valley. In der Schule übersprang sie dank guter Leistungen zwei Klassen und erlangte mit 15 Jahren ihren Highschool-Abschluss. Sie besuchte Kurse über Resozialisierungsmaßnahmen im Community College, die sie jedoch ohne Abschluss beendete. Nach der Genesung von den Folgen eines beinahe tödlichen Unfalls während ihrer Arbeit in einem Freizeitpark beschloss sie, Schauspielerin zu werden.
1976 gab sie ihr Schauspieldebüt im Sexploitationfilm Slumber Party ′57. Im selben Jahr war sie als Wonder Girl Drusilla in der Superhelden-Serie Wonder Woman zu sehen. Es folgten größere Rollen in Filmen wie Gottseidank, es ist Freitag und Urban Cowboy. 1982 wurde sie für ihre Rolle als Paula Pokrifki an der Seite von Richard Gere in der Filmromanze Ein Offizier und Gentleman erstmals für den Oscar nominiert. Ihre Rolle als krebskranke Tochter Emma im Drama Zeit der Zärtlichkeit brachte ihr 1984 ihre zweite Oscar-Nominierung ein. Eine dritte Oscar-Nominierung folgte 1994 für ihre Rolle in Richard Attenboroughs Shadowlands.
Von 1986 bis 1990 war Winger mit dem Schauspieler Timothy Hutton verheiratet. Aus dieser Ehe stammt ihr Sohn Emmanuel Noah Hutton (* 1987). 1996 heiratete sie den Filmemacher Arliss Howard, mit dem sie ihren zweiten Sohn Gideon Babe Ruth Howard (* 1997) hat.
Nachdem sich Debra Winger Mitte der 1990er Jahre zwischenzeitlich aus dem Filmgeschäft zurückgezogen hatte, folgten ab dem Jahr 2001 wieder erste Rollen. Im selben Jahr drehte Rosanna Arquette den Dokumentarfilm Searching for Debra Winger, in dem sie den Zwiespalt weiblicher Stars schildert, die sich zwischen Familie und Karriere entscheiden müssen. In den folgenden Jahren war Winger in Filmen wie Sie nennen ihn Radio, Eulogy – Letzte Worte und Rachels Hochzeit zu sehen. Ihre Rolle im Fernsehfilm Dawn Anna brachte Winger 2005 eine Nominierung für einen Emmy in der Kategorie Outstanding Lead Actress in a Miniseries or a Movie ein. Von 2016 bis 2020 trat Winger in der Netflix-Sitcom The Ranch an der Seite von Ashton Kutcher, Danny Masterson und Sam Elliott als Maggie Bennett auf. In Miranda Julys Tragikomödie Kajillionaire war sie mit Evan Rachel Wood und Richard Jenkins als Mitglied einer Kleinkriminellen-Familie zu sehen.

## Filmografie
- 1976: Slumber Party ′57
- 1976–1977: Wonder Woman (Fernsehserie, 3 Episoden)
- 1978: Special Olympics (Fernsehfilm)
- 1978: Gottseidank, es ist Freitag (Thank God, it’s Friday)
- 1979: Wer geht denn noch zur Uni? (French Postcards)
- 1980: Urban Cowboy
- 1982: Straße der Ölsardinen (Cannery Row)
- 1982: E.T. – Der Außerirdische (E.T. the Extra-Terrestrial)
- 1982: Ein Offizier und Gentleman (An Officer and a Gentleman)
- 1983: Zeit der Zärtlichkeit (Terms of Endearment)
- 1984: Mike’s Murder
- 1986: Staatsanwälte küßt man nicht (Legal Eagles)
- 1987: Die schwarze Witwe (Black Widow)
- 1987: Made in Heaven
- 1988: Verraten (Betrayed)
- 1990: Everybody Wins
- 1990: Himmel über der Wüste (The Sheltering Sky)
- 1992: Der Schein-Heilige (Leap of Faith)
- 1993: Die Sache mit dem Feuer (Wilder Napalm)
- 1993: Eine gefährliche Frau (A Dangerous Woman)
- 1993: Shadowlands
- 1995: Vergiß Paris (Forget Paris)
- 2001: Big Bad Love
- 2003: Sie nennen ihn Radio (Radio)
- 2004: Eulogy – Letzte Worte (Eulogy)
- 2005: Dawn Anna (Fernsehfilm)
- 2005: Als das Morden begann (Sometimes in April, Fernsehfilm)
- 2008: Rachels Hochzeit (Rachel Getting Married)
- 2010: Law & Order (Fernsehserie, 1 Episode)
- 2010: In Treatment – Der Therapeut (In Treatment, Fernsehserie, 7 Episoden)
- 2011: How It Ended (Kurzfilm)
- 2012: Lola gegen den Rest der Welt (Lola Versus)
- 2014: Der Chor – Stimmen des Herzens (Boychoir)
- 2014: The Red Tent (Miniserie, 2 Episoden)
- 2016–2020: The Ranch (Fernsehserie, 61 Episoden)
- 2017: When We Rise (Miniserie, 8 Episoden)
- 2017: The Lovers
- 2018: Patriot (Fernsehserie, 6 Episoden)
- 2020: Kajillionaire
- 2021: With/In: Volume 2
- 2021: Ultra City Smiths (Fernsehserie, 6 Episoden, Sprechrolle)
- 2021: Mr. Corman (Fernsehserie, 4 Episoden)

## Auszeichnungen und Nominierungen
- 1980 für Urban Cowboy
  - Nominierung – BAFTA Award in der Kategorie „Bester Nachwuchsdarsteller“
  - Nominierung – Golden Globe Award Beste Nebendarstellerin
  - Nominierung – National Society of Film Critics Award Beste Nebendarstellerin
  - Nominierung – New York Film Critics Circle Award Beste Nebendarstellerin
- 1983 für Ein Offizier und Gentleman
  - Nominierung – Academy Award Beste Darstellerin
  - Nominierung – Golden Globe Award Beste Darstellerin
- 1983 für Zeit der Zärtlichkeit
  - National Society of Film Critics Award Beste Darstellerin
  - Nominierung – Academy Award Beste Darstellerin
  - Nominierung – Golden Globe Award Beste Darstellerin
  - Nominierung – New York Film Critics Circle Award Beste Darstellerin
- 1990 für Himmel über der Wüste
  - Nominierung – New York Film Critics Circle Award Beste Darstellerin
- 1993 für Shadowlands
  - Nominierung – Academy Award Beste Darstellerin
  - Nominierung – BAFTA Award Beste Darstellerin
  - Nominierung – Los Angeles Film Critics Association Award Beste Darstellerin
- 1993 für Eine gefährliche Frau
  - Tokyo International Film Festival
  - Nominierung – Chicago Film Critics Association Award Beste Darstellerin
  - Nominierung – Golden Globe Award Beste Darstellerin
  - Nominierung – Los Angeles Film Critics Association Award Beste Darstellerin
- 2005 für Dawn Anna
  - Nominierung – Primetime Emmy Award Beste Darstellerin in einer Miniserie oder einem Spielfilm
- 2008 für Rachels Hochzeit
  - Nominierung – Broadcast Film Critics Association Award Bestes Ensemble
  - Nominierung – Gotham Independent Film Awards Bestes Ensemble
  - Nominierung – Independent Spirit Award Beste Nebendarstellerin
  - Nominierung – New York Film Critics Circle Award Beste Nebendarstellerin (zusammen mit Rosemarie DeWitt)